# Bharveli
Bharveli (o Bharweli) è una suddivisione dell'India, classificata come census town, di 9.101 abitanti, situata nel distretto di Balaghat, nello stato federato del Madhya Pradesh. In base al numero di abitanti la città rientra nella classe V (da 5.000 a 9.999 persone).

## Geografia fisica
La città è situata a 21° 49' 60 N e 80° 13' 0 E e ha un'altitudine di 292 m s.l.m..

## Società

### Evoluzione demografica
Al censimento del 2001 la popolazione di Bharveli assommava a 9.101 persone, delle quali 4.584 maschi e 4.517 femmine. I bambini di età inferiore o uguale ai sei anni assommavano a 1.379, dei quali 718 maschi e 661 femmine. Infine, coloro che erano in grado di saper almeno leggere e scrivere erano 5.949, dei quali 3.384 maschi e 2.565 femmine.